# Oleg Leontyevich Makarevich
Oleg Leontyevich Makarevich (tiếng Nga: Олег Леонтьевич Макаревич; sinh ngày 30 tháng 12 năm 1962) là một tướng lĩnh quân đội Liên bang Nga, hàm thượng tướng (2023), Phó Giám đốc thứ nhất của Học viện Quân sự của Bộ Tổng tham mưu Lực lượng Vũ trang Liên bang Nga kể từ năm 2019, nguyên Giám đốc Học viện Binh chủng hợp thành Lực lượng vũ trang Liên bang Nga (2014-2017).
Oleg Makarevich sinh ngày 30 tháng 12 năm 1962 tại thành phố Kuznetsk, vùng Penza.
Học xong trung học phổ thông, ông vào học tại Trường cao đẳng Sĩ quan Binh chủng hợp thành ở Moskva và tốt nghiệp trường này năm 1984.
Ông bắt đầu sự nghiệp với tư cách là trung đội trưởng một trung đội trinh sát trong Nhóm Lực lượng Liên Xô tại Đức (GSVG). Sau đó, ông là đại đội trưởng một đại đội trinh sát, rồi tham mưu trưởng - phó tiểu đoàn trưởng tiểu đoàn trinh sát độc lập.
Năm 1991, sau khi hoàn thành khóa học tại Học viện Quân sự Frunze, ông phục vụ trong Quân khu Viễn Đông với tư cách là tiểu đoàn trưởng tiểu đoàn trinh sát, rồi làm tham mưu trưởng - phó trung đoàn trưởng, rồi trung đoàn trưởng trung đoàn bộ binh cơ giới.
Năm 1998, ông được bổ nhiệm làm tham mưu trưởng - phó tư lệnh sư đoàn bộ binh cơ giới thuộc Quân khu Bắc Kavkaz.
Năm 2002, ông được bổ nhiệm làm tư lệnh sư đoàn bộ binh cơ giới số 42 đóng tại Cộng hòa Chechnya. Sư đoàn này là một trong những sư đoàn đầu tiên trong quân đội Nga được chuyển sang phương thức điều động theo hợp đồng.
Năm 2006, sau khi tốt nghiệp Học viện Quân sự thuộc Bộ Tổng tham mưu Lực lượng vũ trang Liên bang Nga, ông được bổ nhiệm làm Tham mưu trưởng - Phó Tư lệnh thứ nhất Tập đoàn quân binh chủng hợp thành Cận vệ số 22 thuộc Quân khu Moskva.
Ông được thăng quân hàm Thiếu tướng ngày 21/2/2003.
Vào tháng 1 năm 2008, ông được bổ nhiệm làm Tư lệnh Tập đoàn quân binh chủng hợp thành Cận vệ số 2 của Quân khu Volga-Urals.
Từ tháng 2 năm 2012 đến tháng 2 năm 2013, ông là Tư lệnh Tập đoàn quân số 36 thuộc Quân khu Đông.
Từ tháng 3 năm 2013, là Phó Tư lệnh Quân khu Tây. Tháng 10 năm 2013, ông được bổ nhiệm làm Phó Tư lệnh thứ nhất - Tham mưu trưởng Quân khu Đông.
Từ tháng 7 năm 2014 đến tháng 9 năm 2017, ông làm Giám đốc Học viện Binh chủng hợp thành Lực lượng Vũ trang Liên bang Nga.
Từ tháng 9 năm 2017 đến tháng 3 năm 2019, ông là Tư lệnh Lực lượng Duyên hải Hải quân Liên bang Nga - Phó Tư lệnh Quân chủng Hải quân.
Kể từ tháng 2 năm 2019, ông là Phó Giám đốc thứ nhất Học viện Quân sự của Bộ Tổng tham mưu Lực lượng Vũ trang Liên bang Nga.
Từ tháng 4 đến tháng 10 năm 2023, ông là chỉ huy của nhóm quân Dniepr theo hướng Kherson của chiến dịch quân sự của Nga tại Ukraina.
Ông đã tham gia chiến đấu ở Bắc Kavkaz và Syria.